# Thomas Fiedler (Regisseur)
Thomas Fiedler (* 3. April 1974 in Bonn) ist ein deutscher Regisseur und Autor. Er ist Mitbegründer der interdisziplinären Künstlergruppe Kommando Himmelfahrt.

## Leben
Thomas Fiedler wuchs in Bonn und Brüssel auf. Nach Abitur und Zivildienst studierte er von 1994 bis 1999 Musiktheater-Regie an der Hamburger Hochschule für Musik und Theater sowie an der Universität Hamburg.
Im Zentrum seiner Arbeiten stehen spartenübergreifende Konzeptionen zwischen Musiktheater, Performance, Installation und Konzert, die an zahlreichen deutschen Opernhäusern und Theatern zur Aufführung kamen. Seit 2008 bilden die Produktionen der von ihm und dem Hamburger Komponisten Jan Dvořák gegründeten Künstlergruppe Kommando Himmelfahrt den Schwerpunkt seiner Arbeit.
1999 ging er mit Barbara Mundel an das Luzerner Theater, wo er zunächst als Regieassistent, später als Regisseur und Dramaturg arbeitet. 2005 bis 2007 war er Künstlerischer Leiter der experimentellen Spielstätte und Mitglied der Künstlerischen Leitung des Theater Aachen. Er arbeitete u. a. mit den Regisseuren Reinhild Hoffmann, René Pollesch, Albrecht Hirche, Falk Richter, Christoph Marthaler und Michael Talke zusammen.
Für die Interimsspielzeiten 2019/20 und 2020/21 ging er als Chefregisseur und stellvertretender Intendant an das Junge Staatstheater Berlin - Theater an der Parkaue.
Seit 2001 ist er freischaffend von Berlin aus tätig. Seine Arbeiten wurden an freien Spielstätten wie Kampnagel Hamburg, dem HAU Berlin, dem Heimathafen Neukölln und dem Berghain – Berlin, sowie der Oper Wuppertal, Theater Oberhausen, Oldenburgisches Staatstheater, Staatstheater Cottbus, Theater an der Parkaue – Berlin, Theater Freiburg, Staatstheater Meiningen, Saarländisches Staatstheater Saarbrücken, Theater Aachen, Semperoper Dresden, Luzerner Theater, Staatstheater Mainz, Schauspielhaus Zürich, Ruhrtriennale, Nationaltheater Mannheim gezeigt.
Eine kontinuierliche Arbeitsbeziehungen verbindet ihn außerdem mit dem Ensemble Resonanz, dem ensemble mosaik und den Neuen Vocalsolisten Stuttgart. Aufführungen gemeinsamer Werke fanden unter anderem bei den Festivals Acht Brücken Köln, Time of Music – Viitasaari (Finnland), Eclat Festival Stuttgart, Ferienkurse für Neue Musik Darmstadt und Kontraklang in Berlin statt.

## Arbeiten (Auswahl)
- 2004: Infinito Nero, Musiktheater von S.Sciarrino und H.Schütz  (Staatstheater Meiningen)
- 2005: Facts are stupid things, American Song Project  (Sächsische Staatsoper Dresden)
- 2006: Quatre chants pour franchir le seuil, (Gérard Grisey) Musiktheater/Tanz (Koproduktion: Theater Aachen – Ludwig Forum für Internationale Kunst)
- 2008: Hamburg Requiem, große Future-Music-Picture-Show von Kommando Himmelfahrt (Kampnagel Hamburg K6)
- 2009: The Himmelfahrt Radio Show, Musiktheater von Kommando Himmelfahrt (HAU 1 – Berlin)
- 2010: Dunkle Mädchen & MusicHall präsentieren Socrate von Erik Satie, Musiktheater von Kommando Himmelfahrt (Kampnagel Hamburg)
- 2011: Reise zum Mittelpunkt der Erde, nach Jules Verne (Theater an der Parkaue – Berlin)
- 2011: Radau!, Hörspiel von Walter Benjamin für die Bühne (Theater an der Parkaue – Berlin)
- 2012: perspective matters, zwei inszenierte Konzerte mit dem ensemble mosaik (Berghain – Berlin)
- 2012: Fjodor, Hund und Kater, Schauspiel nach E. Uspenski (Theater an der Parkaue – Berlin)
- 2012: Leviathan, Musiktheater für Massenchor von Kommando Himmelfahrt (Kampnagel Hamburg)
- 2013: Utopia 1+2, zweiteilige Musiktheater-Inszenierung von Kommando Himmelfahrt (Kampnagel Hamburg, Internationale Bauausstellung Hamburg)
- 2013: 20.000 Meilen unter dem Meer, Pop-Oper nach Jules Verne von Jan Dvorak (Staatstheater Cottbus)
- 2014: Speisung der 5000, Musiktheater von Kommando Himmelfahrt (Kampnagel Hamburg, Theater Chur)
- 2014: Paradise Lost, Musiktheater nach Milton von Kommando Himmelfahrt (Kampnagel Hamburg)
- 2014: Transduction, Konzertinstallation mit Ensemble Mosaik (Internationales Musikinstitut – Ferienkurse Neue Musik, Darmstadt; Berghain, Berlin)
- 2014: Lohengrin, Musiktheater von Salvatore Sciarrino (Oldenburgisches Staatstheater)
- 2015: Kurze Geschichte der Welt, Musiktheater nach Neil Layton (Theater Oberhausen)
- 2016: Bund der Utopisten, Musiktheater von Kommando Himmelfahrt (Oper Wuppertal)
- 2016: Spukhafte Fernwirkung, Konzertinstallation mit ensemble mosaik (Heimathafen Neukölln)
- 2016: Geisterbahn, Musiktheater-Installation von Kommando Himmelfahrt (Kampnagel Hamburg, Theater Chur)[1]
- 2017: Apollo 11, ein Weltraumabenteuer von Thomas Fiedler (Staatstheater Mainz)
- 2017: Don Quijote, mechanisches Welttheater nach Cervantes (Theater Oberhausen)
- 2017: Wie werde ich reich und glücklich?, Revue von Mischa Spoliansky (Nationaltheater Mannheim)[2]
- 2018: Salon des lumières, Konzertreihe und Geheimloge von Kommando Himmelfahrt (Nationaltheater Mannheim)
- 2019: Die Fürchterlichen Fünf, nach W. Erlbruch (Theater an der Parkaue – Berlin)
- 2020: Also sprach Golem, Musiktheater nach S.Lem von Kaj Duncan David und Thomas Fiedler (Ultraschall Festival Berlin, Deutschlandfunk Kultur)
- 2020: Frame, Musiktheater von Malte Giesen (Eclat Festival - Stuttgart)
- 2020: Der Dominoeffekt oder Die unsichtbaren Fäden der Natur, Schauspiel nach G.Accinelli (Theater an der Parkaue – Berlin)
- 2021: Schauinsland - The Misfortune of the English, Musiktheater von Kommando Himmelfahrt, Text von Pamela Carter (Theater Freiburg)
- 2022: Der Freischütz, romantische Oper von Carl Maria von Weber  (Nationaltheater Mannheim)[3]
- 2022: Escape, Musiktheater von Ying Wang und Huihui Cheng (Theater Freiburg)[4]
- 2023: Wozzeck, Oper von Alban Berg (Theater Aachen)[5]

## Einladungen und Auszeichnungen (Auswahl)
- 2011: „Ikarus - Preis für die beste Inszenierung für Kinder“ für „Radau“ von Walter Benjamin, Theater an der Parkaue[6]
- 2015: „Rolf-Mares-Preis für herausragende Inszenierung“ für Die Speisung der 5000 von Kommando Himmelfahrt[7]
- 2016: „Westwind - 32. Theatertreffen NRW für junges Publikum“ mit „Eine kurze Geschichte der Welt“ nach Neil Layton am Theater Oberhausen
- 2016: Nominierung „george tabori preis 2016“ für Kommando Himmelfahrt[8]
- 2017: „Januar Frosch 2017“ des Bayerischen Rundfunks für „Wie werde ich reich und glücklich?“ am NTM von Kommando Himmelfahrt[9]